# 小鬼当街
《小鬼当街》（英語：Baby's Day Out）是一部1994年的美国喜剧片，由约翰·休斯编剧并与Richard Vane共同制片，帕特里克·里德·约翰逊执导，乔·曼特纳、乔·潘托里亚诺和布莱恩·黑利三人在片中扮演一伙惯偷，打算绑架由双胞胎兄弟Adam和Jacob Worton共同饰演的有钱人家婴儿宝宝以便索取赎金发大财。

## 演员
- 乔·曼特纳（英语：Joe Mantegna）饰Edgar "Eddie" Mauser
- 乔·潘托里亚诺饰Norbert "Norby" LeBlaw
- 布莱恩·黑利（英语：Brian Haley）饰Victor "Veeko" Riley
- 双胞胎兄弟Adam和Jacob Worton饰Cotwell小宝宝
- 劳拉·弗林·鲍尔（英语：Lara Flynn Boyle）饰Laraine Cotwell，宝宝的母亲
- 马修·格拉夫（英语：Matthew Glave）饰老Bennington Austin "Bing" Cotwell，宝宝的父亲
- 辛西娅·尼克松饰宝宝的保姆Gilbertine

## 反响

### 专业评价
《小鬼当街》上映后评论不佳，在烂蕃茄上搜索的14篇专业影评文章中，仅有3篇持正面评价，好评率仅21%。
著名影评人罗杰·艾伯特在其文章中写道，《小鬼当街》中的噱头笑料在动画片中或许效果还好，但放到电影里面，用真实的人物、出租车、公交车、街道、公园、动物园和婴儿来表现，就不怎么好笑了。这一对双胞胎出演的宝宝的确很可爱，但是观众也不见得会那么买账。他给予影片一星半（最高为四星）的评价。而罗杰的搭挡Gene Siskel则恰恰相反，他认为孩子们会喜欢片子中的那些笑料。

### 票房
《小鬼当街》在美国上映后的票房收入为1682万7402美元，在1994年上映的所有电影中仅排到第83位。考虑到影片的预算约为4800万，这样的成绩实在令人失望。